# Apòfisi espinosa
L'apòfisi espinosa (o procés espinós) d'una vèrtebra és un procés ossi que apunta cap enrere i cap avall des de la unió de les làmines (en els humans), i que fa la funció d'ancoratge pels músculs i lligaments. En els animals mancats de postura erecta, l'apòfisi apunta cap endavant i pot corbar-se cap endavant o cap enrere. Les apòfisis espinoses estan exagerades en alguns animals, com ara els extints Dimetrodon o espinosaure, on formen una "vela dorsal".

## Imatges addicionals

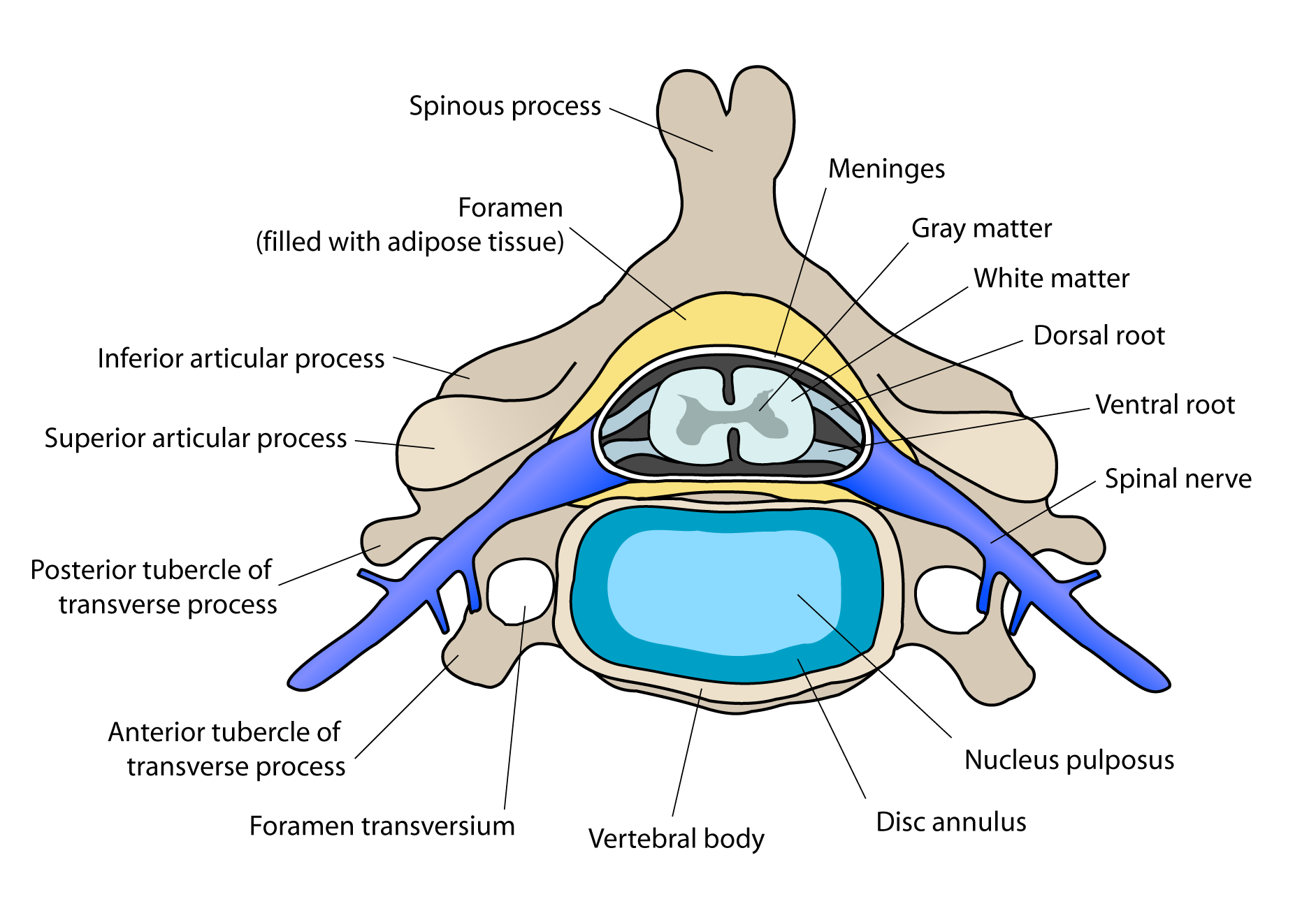
Vèrtebra cervical
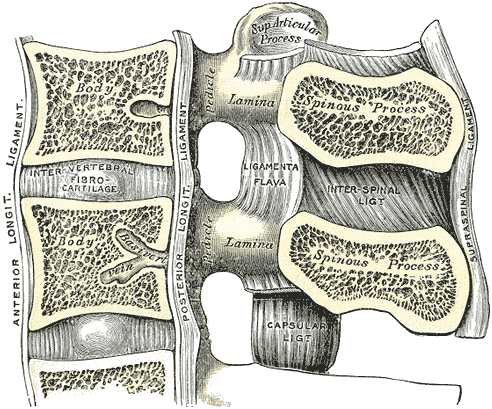
Secció sagital mediana de dues vèrtebres lumbars i els seus lligaments.
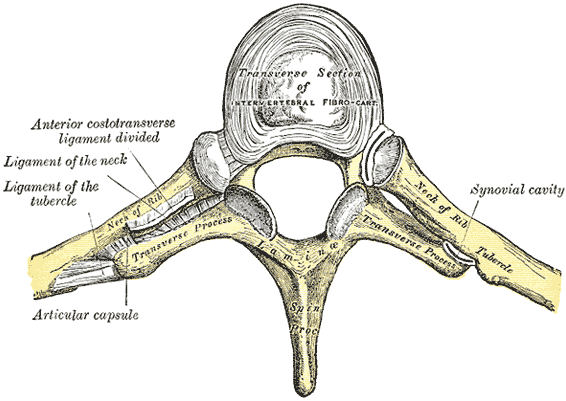
Articulació costotransversal vista des de dalt.